# On Silent Wings
On Silent Wings è un singolo della cantante statunitense Tina Turner, pubblicato nel 1996 ed estratto dall'album Wildest Dreams.
Il brano si avvale della collaborazione di Sting ed è stato scritto da Tony Joe White e James Ralston.

## Tracce
Singolo 7"
1. On Silent Wings
2. Do Something